# Панос Зидрос
Панайотис (Панос) Зидрос (на гръцки: Παναγιώτης, Πάνος, Ζήδρος, Ζήτρος, Ζήντρος) е гръцки клефт (хайдутин), действал в района на Югозападна Македония в XVII – XVIII век.

## Биография
Роден е в пиндското село Чатурия. Живее около 120 години. Става клефт и действа в Тесалия и Югозападна Македония. Седалището му е в олимпийското село Влахоливада. Неговите и на семейството му действия става така активни, че великият везир Кьопрюлю Фазъл Ахмед паша, зает с Венецианската война и Обсадата на Кандия му дава титлата екзарх на Тесалия и Македония. За Гревенско Зидрос назначава помощника си Тоцкас. След смъртта си е наследен от кума си Панос Царас, а после от сина му Нико Царас.